# Корчиков, Глеб Николаевич
Глеб Николаевич Корчиков (15 июля 1900,  Новороссийск, Черноморская губерния,  Российская империя — 20 августа 1976, Москва, СССР) — советский военачальник, генерал-майор (19.03.1944).

## Биография
Родился 15 июля 1900 года в городе  Новороссийск. Русский. До службы в армии с 1908 года учился в Екатеринославском, а с 1914 года — Нижегородском коммерческих училищах.

### Военная служба

#### Гражданская война
1 октября 1918	года он добровольно вступил в 1-й Нижегородский отряд. В составе 2-го Козловского полка участвовал в боях против белоказачьих частей генерала К. К. Мамонтова. Под городом Козлов был ранен. После выхода из госпиталя с сентября 1919 года служил письмоводителем в 1-м Орловском караульном батальоне. С декабря 1919 года	по апрель 1920 года учился на Нижегородских пехотных курсах комсостава, затем служил в 312-м стрелковом полку 35-й стрелковой дивизии инструктором для поручений, зав. разведкой, начальником полковой школы и командиром роты, начальником конных разведчиков. Участвовал в ликвидации бандитизма в Иркутской губернии, в Монгольской операции 1921 года против белогвардейских частей генерал-лейтенанта барона Р. Ф. Унгерна фон Штернберга.

#### Межвоенные годы
После войны Корчиков продолжал служить в 35-й стрелковой дивизии. С января 1922 года исполнял должность начальника конных разведчиков 308-го стрелкового полка (г. Ургу в Монголии), а с августа командовал ротой, полковой школой и батальоном в 104-м Петропавловском стрелковом полку. С октября 1927 года по август 1928 года учился на курсах «Выстрел». После возвращения временно командовал прежним полком, затем исполнял обязанности начальника штаба, командира батальона и пом. командира полка. В 1929 года командиром батальона участвовал в боях на КВЖД против белокитайцев в районе Абайкатун — Джалайнор. В декабре 1930 года переведен в МВО пом. начальника 1-й (оперативной) части штаба Московской Пролетарской стрелковой дивизии, а с января 1934 года был начальником 5-й (разведывательной) части штаба дивизии. В июле 1936 года вновь переведен на Дальний Восток начальником 5-го (разведывательного) отдела штаба 26-го стрелкового корпуса ОКДВА. С июля 1937 года командовал 175-м стрелковым полком 59-й стрелковой дивизии (с сентября 1938 г. — в составе 1-й Отдельной Краснознаменной армии). В феврале 1939	года назначен командиром 30-го стрелкового полка 10-й стрелковой дивизии в городе Кострома, а с августа исполнял должность начальника штаба 136-й стрелковой дивизии в городе Горький. В последней должности принимал участие в Советско-финляндской войне, за что был награжден орденом Красного Знамени. По окончании боевых действий дивизия была передислоцирована в ЗакВО в город Ленинакан. С июля 1940	года полковник  Корчиков исполнял должность начальника пехоты, а с сентября — заместитель командира 136-й стрелковой ордена Ленина дивизии.

#### Великая Отечественная война
2 июля 1941 года назначен врио коменданта 55-го УРа. В августе он переведен командиром 396-й стрелковой дивизии. После похода в Иран с 17 сентября она входила в 44-ю армию Закавказского фронта и дислоцировалась на Северном Кавказе, затем была переброшена на Черноморское побережье. С 24 декабря дивизия вошла в 51-ю армию и занимала оборону на северной оконечности Таманского полуострова, затем вела бои на Керченском полуострове (с 31 декабря входила в состав Кавказского, а с 28 января 1942 г. — Крымского фронтов). С 6 февраля 1942 года находилась в подчинении 47-й, а с 17 марта — 44-й армий. После эвакуации с Крымского полуострова остатки дивизии влились в 236-ю стрелковую дивизию, а полковник  Корчиков с 30 мая принял командование ею. Затем она была переброшена на доукомплектование в Армавир, где вошла в состав 44-й армии Северо-Кавказского фронта. С 1 августа дивизия в составе 18-й армии заняла оборону на рубеже Апшеронский, Кубанская 1-я, Тверская, Хадыженская, Нефтяная. В дальнейшем ее части участвовали в Армавирско-Майкопской оборонительной операции. В начале сентября за развал дисциплины и плохое руководство дивизией при отходе на туапсинском направлении  Корчиков от командования был отстранен и до 18 ноября 1942 года находился под следствием. Но уже в ноябре 1942 года назначен заместителем командира 353-й стрелковой дивизии, которая в составе 18-й армии вела оборонительные бои на туапсинском направлении. 22 декабря она перешла в наступление и участвовала в Северо-Кавказской наступательной операции. 25 января 1943 года ее части овладели станицей Хадыженская Краснодарского края, к 4 февраля вышли к реке Кубань, форсировали ее и вели наступление на ст. Старо-Корсунская, имея задачу перерезать шоссейную дорогу Васюринская — Старо-Корсунская. В феврале — апреле дивизия в составе Северо-Кавказского фронта успешно действовала в Краснодарской наступательной операции. С 12 апреля она была выведена в резерв Ставки ВГК и по ж. д. переброшена в район Миллерово, где включена в 46-ю армию Степного ВО.
С 3 июля 1943 года  Корчиков командовал 48-й гвардейской стрелковой дивизией. В составе 57-й армии Юго-Западного, а с 3 сентября — Степного фронтов участвовал в Курской битве, Белгородско-Харьковской наступательной операции и битве за Днепр. С 3 октября дивизия перешла в подчинение 7-й гвардейской армии Степного (с 20 октября — 2-го Украинского) фронтов и участвовала в форсировании Днепра, захвате плацдарма в районе Бородаевка — Домоткань и в боях по его удержанию. С 26 октября вновь перешла в 57-ю армию и заняла оборону во втором эшелоне по северному берегу реку Саксагань. С 11 ноября ее части находились в обороне по восточному берегу реки Ингулец. С 14 января 1944 года дивизия входила в 37-ю, а с 12 февраля — в 46-ю армии 3-го Украинского фронта и в составе последней успешно действовала в Никопольско-Криворожской наступательной операции. За освобождение города Кривой Рог приказом ВГК № 042 от 26.02.1944 ей присвоено наименование «Криворожская». В марте ее части принимали участие в Березнеговато-Снигирёвской наступательной операции. С 1 апреля дивизия вошла в 28-ю армию и была выведена с ней в резерв Ставки ВГК. После пополнения в конце мая она была включена в состав 1-го Белорусского фронта и участвовала в Белорусской, Бобруйской, Минской, Люблин-Брестской наступательных операциях. За освобождение города Барановичи дивизия награждена орденом Красного Знамени (27.07.1944). С 13 октября 1944 года она в составе армии вошла в подчинение 3-го Белорусского фронта и участвовала в Гумбиненской наступательной операции. На заключительном этапе с января 1945 года успешно действовала в Восточно-Прусской, Инстербургско-Кёнигсбергской наступательных операциях, в боях в направлении Гумбинен, Гердаунен, Прейсиш-Айлау и Цинтен. В марте ее части вели ожесточенные бои с противником северо-западнее Цинтен, восточнее и северо-восточнее Хайлингенбайль. С 31 марта по 20 апреля 1945 года дивизия в составе 28-й армии находилась в резерве Ставки ВГК, затем была переброшена на 1-й Украинский фронт и участвовала в Берлинской и Пражской наступательных операциях. За бои при разгроме группы немецких войск юго-западнее Кёнигсберга она была награждена орденом Суворова 2-й ст. (26.4.1945), а за овладение Берлином — орденом Кутузова 2-й ст. (04.06.1945).
За время войны комдив Корчиков  был  шесть раз персонально упомянут в благодарственных в приказах Верховного Главнокомандующего.

#### Послевоенное время
После войны генерал-майор  Корчиков продолжал командовать этой дивизией в составе Барановичского ВО, а с апреля 1946 года — БВО. 1 августа 1946 года отстранен от должности и зачислен в распоряжение Управления кадров Сухопутных войск, затем в октябре назначен начальником военной кафедры Московского городского педагогического института. С августа 1947 года исполнял должность старшего преподавателя кафедры общей тактики Военно-политической академии им. В. И. Ленина. 26 ноября 1954 года гвардии генерал-майор Корчиков уволен в отставку по болезни.
Проживал в Москве. Скончался 20 августа 1976 года. Похоронен  на Введенском кладбище в Москве.

## Награды
- орден Ленина (21.02.1945)[7][8]
- пять орденов Красного Знамени (07.04.1940[9]   15.01.1944[10],  03.11.1944[11][8], 20.06.1949[8],  28.10.1967[12])
- орден Суворова 2-й  степени (02.01.1945)[13]
- два ордена Кутузова 2-й  степени (06.04.1945[14], 29.05.1945[15])
  - медали в том числе:
  - «За оборону Кавказа» (1945)[16]
  - «За победу над Германией в Великой Отечественной войне 1941—1945 гг.» (21.09.1945)[17]
  - «За взятие Кёнигсберга» (16.02.1946)[18]
  - «За взятие Берлина» (16.02.1946)[19]
  - «Ветеран Вооружённых Сил СССР» (1976)

Приказы (благодарности) Верховного Главнокомандующего в которых отмечен Г. Н. Корчиков.
- За форсирование реки Шара на участке протяжением и овладение городом Слоним — крупным узлом коммуникаций и мощным опорным пунктом обороны немцев на реке Шара, а также городом Лунинец — важным железнодорожным узлом Полесья. 10 июля 1944 года. № 134.
- За овладение областным центром Белоруссии городом и крепостью Брест (Брест-Литовск) — оперативно важным железнодорожным узлом и мощным укрепленным районом обороны немцев на варшавском направлении. 28 июля 1944 года. № 157.
- За овладение в Восточной Пруссии городом Гумбиннен — важным узлом коммуникаций и сильным опорным пунктом обороны немцев на кенигсбергском направлении. 21 января 1945 года. № 238.
- За овладение городами Хайльсберг и Фридланд — важными узлами коммуникаций и сильными опорными пунктами обороны немцев в центральных районах Восточной Пруссии. 31 января 1945 года. № 267
- За завершение ликвидации окруженной восточно-прусской группы немецких войск юго-западнее Кенигсберга. 29 марта 1945 года. № 317.
- За овладение столицей Германии городом Берлин — центром немецкого империализма и очагом немецкой агрессии. 2 мая 1945 года. № 359.